# Peng Zu

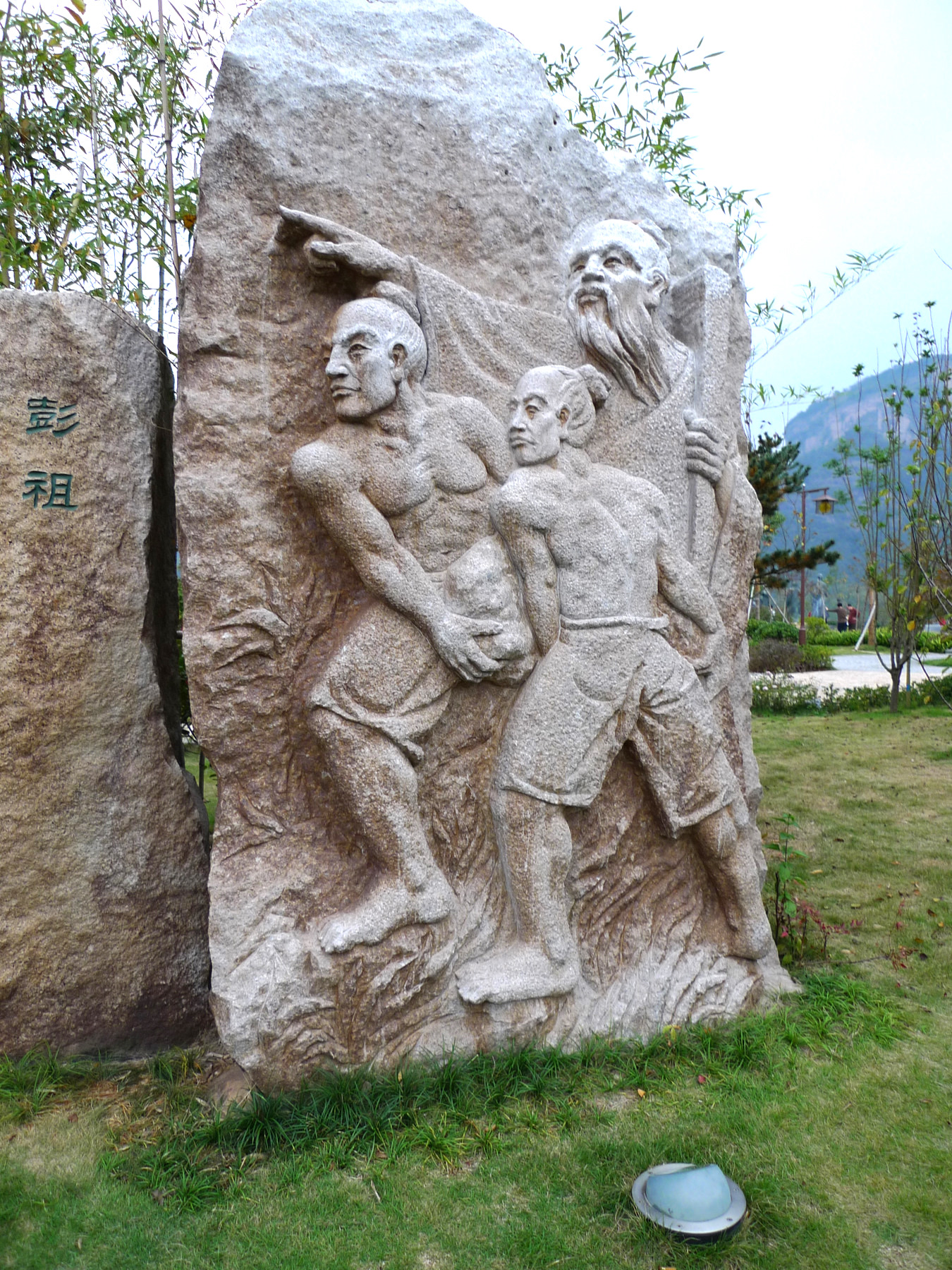
Escultura de Peng Zu al Parc Temàtic del Te situat en el Mont Wuyi.

Peng Zu (彭祖, Avantpassat Peng) és una llegendària figura de llarg període de vida de la Xina. Suposadament va viure 800 anys i durant tota la Dinastia Yin (殷朝 de 1600 fins a 1046 aCE). Algunes llegendes diuen que un any eren uns 60 dies a l'antiga Xina, cosa que ho va fer una persona de més de 130 anys.
Peng Zu va ser considerat com un sant en el taoisme. La recerca dels medecines per l'eternitat dels seguidors del taoisme va ser molt influït per Peng Zu. És molt conegut en la cultura xinesa com un símbol de llarga vida, tractaments de nutrició, i tractaments de teràpia sexual. La llegenda manté es va casar amb més de 100 dones i va ser pare de centenars de nens, com a màxim de 800.

## Descripció llegendària
Una de les seves tècniques per perllongar la vida va ser l'habilitat del coit, el qual suposadament extrau l'energia femenina cap al cos masculí (la recollida del Yin per complementar el Yang).
Menjava de manera natural i utilitzar les herbes per enriquir la seva nutrició. Els xinesos creuen que la seva llarga vida, bona salut, i l'energia sexual es pot atribuir al menjar que va menjar. El seu estil de vida posava èmfasi en la meditació. Va ser vist com un dels pioners del Qigong.
El lloc on va viure i va morir es deia Peng Shan (Muntanya Peng, 彭山), que era com se deia també el comtat (en la Província Sichuan, Xina). El seu santuari, tomba, i estàtua es conserva al Comtat de Peng Shan.
N'hi ha un Festival Peng Zu Festival cada any per a les persones que presenten els seus respectes al seu llegat i preguen per una vida més saludable, més feliç i més llarga. Les seves imatges es pengen a les llars de tota la Xina i són un regal popular d'aniversari per a la gent gran.